# ルネ・ユイグ
ルネ・ユイグ（René Huyghe、1906年5月3日 - 1997年2月5日）は、フランスの美術史家、随筆家。フランス学士院のアカデミー・フランセーズ会員（1960年–1997年）。

## 生涯
フランス北部のアラス生まれ。
1927年、ルーブル美術館の絵画部長。1951年、コレージュ・ド・フランスの教授（造形芸術心理学）。国立博物館協議会の会長、ジャックマール・アンドレ美術館の館長等を歴任。
1966年には「エラスムス賞」を受賞。1995年春には、在外外国人として、日本の「勲二等旭日重光章」を受章している。
1959年と1974年の2度、来日している。

## 功績
東京富士美術館のコレクション形成に尽力し、また、ナチスからルーヴル美術館のコレクションを守ったことで有名。

## 著書（邦訳）
- 『見えるものとの対話〈第1〉』（中山公男・高階秀爾訳、美術出版社、1962年）
- 『見えるものとの対話〈第2〉』（中山公男・高階秀爾訳、美術出版社、1962年）
- 『見えるものとの対話〈第3〉』（中山公男・高階秀爾訳、美術出版社、1963年）
- 『イメージの力―芸術心理学のために』（池上忠治訳、美術出版社、 1969年）
- 『モナ・リザ―レオナルド・ダ・ヴィンチ ルーヴル美術館 (巨匠の名画)』（高階秀爾訳、美術出版社、1974年）
- 『闇は暁を求めて―美と宗教と人間の再発見』（共著：池田大作、講談社、1981年）
- 『タヒチ・ノート―ゴーギャン手稿』（ルネ・ユイグ編、東珠樹訳、美術公論社、1987年）
- 『かたちと力―原子からレンブラントへ』（西野嘉章・寺田光徳訳、潮出版社、1988年）